# نمایشگاه هوایی سنگاپور
نمایشگاه هوایی سنگاپور که قبلاً با نام نمایشگاه هوایی بین‌المللی چانگی شناخته می‌شد، یک رویداد دو سالانهٔ هوا فضایی است که از سال ۲۰۰۸ در سنگاپور برگزار می‌شود. این رویداد به عنوان مشارکتی بین سازمان هواپیمایی سنگاپور و آژانس علوم دفاعی و فناوری این کشور پس از نقل مکان نمایشگاه هوافضای آسیایی از این کشور انجام گرفت.
ادعا می‌شود این نمایشگاه پس از لو بورژه پاریس و فارن بوروی انگلستان سومین نمایشگاه بزرگ هوافضا باشد که این مورد در مقایسه با نمایشگاه هوافضای دبی مورد اختلاف نظر است.

## محل برگزاری
محل برگزاری دائمی این نمایشگاه در بخش شمالی پایگاه هوایی چانگی و در شرق فرودگاه چانگی سنگاپور قرار دارد. در سال ۲۰۰۶ یک قرارداد به ارزش ۶۰ میلیون دلار با شرکت ساختمانی لیم برای آغاز ساخت و ساز محل جدید نمایشگاه شامل یک سال اصلی با ۴۰ هزار متر مربع منعقد شد.

### مرکز جدید نمایشگاه چانگی

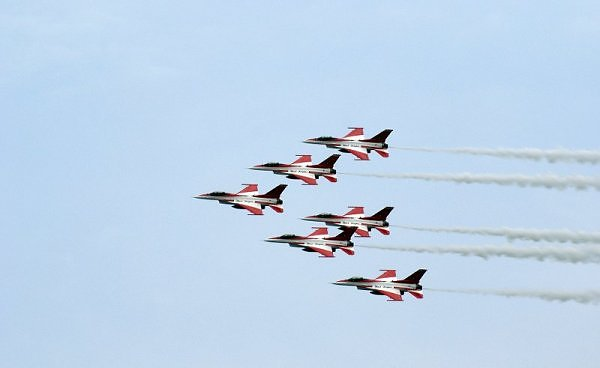
F-16Cs از شوالیه‌های سیاه در مراسم آغازین نمایشگاه

هنگامی که کار ساختمانی در سپتامبر ۲۰۰۷ به پایان رسید، سایت جدید ۴۰۰۰۰ متر مربع شامل سالن اصلی نمایشگاه مجهز به تهویه مطبوع کامل، ۲۰۰۰ پارکینگ برای بازدید کنندگان و ۱۰۰ هزار متر مربع فضای خارجی جهت نمایش هواپیماها بود.